# ファイトマネー (テレビ番組)
『ファイトマネー』は、2001年4月7日から同年10月6日までフジテレビ系列で放送されていた関西テレビ製作のスポーツバラエティ番組である。MIZUNOの一社提供。放送時間は毎週土曜 23:00 - 23:30 （日本標準時）。

## 概要
2000年3月25日（土曜） 14:55 - 16:20にパイロット版が放送され、1年後の2001年4月7日にMIZUNO枠でレギュラー放送が開始された。
番組は毎回、出演者たちがスポーツ選手の下を訪れて番組への出演交渉をする模様を放送。それを承諾した選手はスタジオで技を披露したり、別の出演者たちとスポーツ対決をしたりした。

## 出演者

### MC
- 関根勤
- 藤原竜也
- 畑野浩子

### スカウトマン
- ますだおかだ（岡田圭右・増田英彦）
- 佐藤江梨子
- 輪島功一
- METAMO

## パイロット版の出演者
- 河相我聞
- 安西ひろこ
- 松村邦洋
- ますだおかだ
- 松木安太郎
- 杉原輝雄

## スタッフ
- 構成：小林仁、桝野幸宏
- ナレーション：あおい洋一郎
- TD：片山勝（関西テレビ）
- CAM：中居龍紀（関西テレビ）
- MIX：坂田常夫（関西テレビ）
- VE：高橋辰夫（関西テレビ）
- LD：金子宗央（関西テレビ）
- LO：定兼雅一
- 編集：矢野数馬（関西テレビ）
- 照明・PA：大阪共立
- ロケ技術：光学堂、大阪東通
- 効果：萩原隆之
- MA：猪奥誠喜
- 美術・デザイン：坪田幸之
- 美術進行：青木繁
- 装置：小橋健司
- 装飾：青野仁美
- 電飾：中井高浩
- 衣装：岡本忠治
- タイトル：溜池尚毅
- メイク：パウダー
- CG：mix core
- 編成：重松圭一（関西テレビ）
- 広報：大村貴子（関西テレビ）
- ブレーン：藤勝、井関猛親、佐藤理恵、山本シェリー詩恵
- 協力：東通AVセンター、テレコープ、ウイルスプロダクション
- ディレクター：近藤兵衛（関西テレビ）、西岡孝之（ブリッジ）、三浦真理子（BOY'S）
- 制作協力：BOY'S
- 演出：小川悦司（関西テレビ）、松山源一（BOY'S）
- プロデューサー・演出：大澤徹也（関西テレビ）
- 制作著作：関西テレビ

## 補足
- ネット局の北海道文化放送では、番組開始から最終回直前まではMIZUNO以外に道内の企業などの複数社提供で放送されていたが、最終回にスポンサー契約が満了となり、MIZUNOの一社提供化となった。
- 2001年9月15日には、アメリカ同時多発テロ事件関連の特別番組が編成されたために休止になった。